# Сантос, Сисеро
Си́серо Са́нтос (порт. Cícero Santos; 26 августа 1984, Кастелу, Эспириту-Санту), более известный как просто Сисеро — бразильский футболист, полузащитник.

## Биография
За время своей игры в клубе «Флуминенсе» Сисеро зарекомендовал себя как игрок-универсал. Он был хорош в качестве нападающего полузащитника, защищающего полузащитника, полевого игрока и забивающего. Сисеро играл в матчах 2008 года, заработав крайне необходимые команде очки в групповых схватках, включая замечательно исполненный свободный удар в разгромном матче против «Арсенала», закончившимся со счётом 6:0 в Маракане, в Рио.
Сисеро дебютировал на матче чемпионата Германии, выступив за команду «Герта» 17 августа 2008 года против команды «Айнтрахт» (Франкфурт).
2 июля 2011 года игрок подписал контракт c клубом «Сан-Паулу» сроком до июля 2013 года. 17 июля 2011 года дебютировал за трёхцветных в гостевом матче 10-го тура чемпионата Бразилии 2011 против «Интернасьонала» (на 76-й минуте вышел на замену вместо Ривалдо).
В 2013—2016 годах выступал за «Сантос» и «Флуминенсе». С «Флу» в 2016 году выиграл Примейру-лигу Бразилии. В 2017 году вновь вернулся в «Сан-Паулу». В октябре того же года был отдан в аренду в «Гремио». Сисеро стал автором победного гола Гремио в финале Кубка Либертадорес 2017. 22 ноября он вышел на замену в матче против «Лануса» и отметился голом с передачи другого вышедшего на замену игрока Жаэла. В результате «Гремио» выиграл турнир, одержав победу и во второй игре.

## Награды и достижения
- Чемпион штата Санта-Катарина (1): 2006
- Чемпион Кубка Бразилии (1): 2007
- Победитель Примейра-лиги (1): 2016
- Обладатель Южноамериканского кубка (1): 2012
- Обладатель Кубка Либертадорес (1): 2017